# Lukas Birk
Lukas Birk (* 30. srpna 1982) je rakouský fotograf, archivář a vydavatel. Známý je především díky své práci s vizuálním archivem v Myanmaru a projektem fotografie s box kamerou v Afghánistánu. Birk pracoval na fotografických projektech, filmech a vizuálním výzkumu v Číně, jižní a jihovýchodní Asii a na indickém subkontinentu. Vydal řadu knih o vizuální kultuře a historii fotografie.
Birk také spoluzaložil Austro Sino Art Program (2008–2014) v Pekingu v Číně a SewonArtSpace v Yogyakartě v Indonésii. V Myanmaru založil Myanmar Photo Archive, první veřejný fotografický archiv v zemi, a připravil doprovodný publikační program. Dále se jeho vydavatelství Fraglich Publishing zaměřuje na publikace vizuální kultury a limitované edice tisků.

## Raný život a vzdělání
Lukas Birk se narodil v roce 1982 v Bregenz, Vorarlbersko, Rakousko. Zpočátku studoval žurnalistiku a rozhlas. Birk navštěvoval Ealing School of Art Design and Media na University of West London, kde v roce 2005 absolvoval bakalářský titul v oboru digitálního umění a fotografie. Poté pokračoval ve studiu na Rhode Island School of Design (RISD), kde v roce 2017 získal titul MFA v oboru grafiky.

## Dílo

### Kafkanistán
Birkova první velká práce Kafkanistán – turistika do konfliktních oblastí (2005–2008), vytvořená irským etnografem Seanem Foleym, zkoumala aktivity turistů v Afghánistánu a pákistánských kmenových oblastech. Jejich výzkum vyústil v celovečerní film, výstavu a knihu.

### Program Austro Sino Arts
Spolu s rakouským umělcem a vědcem Karlem Dudeškem Birk spoluzaložil Austro Sino Arts Program (ASAP). Tento program fungoval v Pekingu, v Číně, v letech 2008 až 2014, organizoval výstavy, filmové festivaly a publikace. Představil práci nečínských umělců pracujících v Číně a vytvořil pohledy těchto umělců na Čínu. Projekt získal velkou podporu od Rakouské umělecké rady.
Během svého pobytu v Číně Birk sbíral historické fotografie a pořizoval vlastní snímky stejných míst. Ty vyšly v jeho monografii Polaroids from the Middle Kingdom. Old and New World Visions of China (Polaroidy z Říše středu. Vize starého a nového světa Číny).

### SewonArtSpace
V roce 2011 Karel Dudešek a Birk založili SewonArtSpace v Yogyakartě v Indonésii. SewonArtSpace je neziskový umělecký prostor a rezidenční program, který hostí především rakouské umělce a spojuje je s místní uměleckou scénou v Yogyakartě, jednom z nejvíce rozvíjejících se uměleckých měst v jihovýchodní Asii. První veřejná výstava představila výtvarná díla Dudeseka, Birka a Marbota Fritsche a také indonéských umělců Nurul 'Acil' Hayat, Arya Sukapura Putra a Baskoro Latu.
Projekt získal finanční prostředky od rakouského spolkového ministerstva kultury, umění a vzdělávání.

### Projekt Afghan Box Camera
V roce 2011 se Birk a etnograf Sean Foley vrátili do Afghánistánu, aby prozkoumali poslední zbývající fotografy pracující s box camerami v ulicích Kábulu a dalších měst v Afghánistánu a také v Péšávaru v Pákistánu. V letech 2011 až 2014 provedli výzkumné cesty, jejichž výsledkem byl online archiv a také knihy Afghan Box Camera a Photo Peshawar. Birk a Foley vytvořili termíny Afghan Box Camera a Kamra-e-Faoree, dva popisy pro fotografování pomocí boxu v těchto zemích. Toho bylo dosaženo především díky mezinárodnímu mediálnímu pokrytí, open-source filmům a jejich manuálu „How to build an Afghan Box Camera“, publikovaném na sociálních sítích a jejich vlastní platformě na Vimeo.

### Alaminüt fotografie
V roce 2014 začal Birk na bazarech v Istanbulu a Ankaře, ale také v Izmiru, Mardinu a Erzerumu sbírat fotografie z krabicových fotoaparátů nazvané alaminüt (turecky, z francouzštiny: „za minutu“). Fotografové Alaminüt působili po celém Turecku od 1910 až do jejich postupného zániku v polovině 80. let. V roce 2023 Birk zveřejnil specializovanou webovou stránku a fotoknihu Alaminüt Fotoğraf. Putovní fotografování v Turecku v angličtině a turečtině. Ve svém úvodu psal o společenském významu tohoto druhu lidové fotografie během formativních let moderní turecké republiky a představil snímky různých subžánrů, včetně portrétů rodin, profesionálních skupin, vojáků a fotografů alaminüt při práci. Podle tureckého sociálního vědce Özgeho Calafata, který přispěl úvodem ke knize, fotografové alaminütu „vyplnili důležité vakuum tím, že pronikli do odlehlých měst a vesnic a dostali se k nižším vrstvám, které by jinak v té době nemusely mít přístup do fotoateliérů“.

### Fotografický archiv Myanmaru
V roce 2013 začal Birk sbírat fotografický materiál a provádět výzkum o historii fotografie v Myanmaru. Ve stejném roce založil první veřejný fotografický archiv zaměřený na místní myanmarskou lidovou fotografii, Fotografický archiv Myanmaru (Myanmar Photo Archive, MPA). MPA uspořádal několik výstav s materiály z jejich archivu obsahujícího více než 30 000 obrázků a zahájila program vydávání fotoknih v Rangúnu. Knihy byly vydány v angličtině a barmštině a distribuovány mezinárodně. MPA získal velké finanční prostředky z programu Britské knihovny Endangered Archives Programme a německého kulturního centra – Goethe-Institute – v Myanmaru.

## Sbírky
Birkovo dílo se nachází v následujících veřejných stálých sbírkách:
- Museum Vorarlberg, Rakousko[30]
- Walker Art Center[31]
- RISD Museum[32]

## Publikace
- Spoluautor: Sean Foley. Kafkanistan – tourism to conflict zones. Fraglich, Rakousko / Glitterati, USA, 2008/2012. ISBN 978-0985169626
- Spoluautor: Sean Foley. Afghan Box Camera. Dewi Lewis, UK, 2013. ISBN 978-1907893360
- Polaroids from the Middle Kingdom. Glitterati, USA, 2014. ISBN 978-0988174566
- 35 Bilder Krieg. Fraglich, Rakousko, 2015. ISBN 978-3-9502773-7-1
- Spoluautoři: Sean Foley a Omar Khan. Photo Peshawar. Mapin / PIX, Ahmedabad & Nové Dillí, Indie: 2018. ISBN 978-9385360466
- Burmese Photographers. Goethe-Institut Myanmar, Rangůn, 2018
- Spoluautor: Natasha Christia. Gülistan. Fraglich, Rakousko, 2019
- FERNWEH – a man's journey. Fraglich, Rakousko, 2019. ISBN 978-3-9502773-0-2
- Spoluautor: Özge Calafato. Alaminüt Fotoğraf. Itinerant photography in Turkey. Fraglich, Rakousko, 2023. ISBN 978-3-9505064-1-9
- My Name is Noor Mohammad Khan. 2. vyd. Fraglich, Rakousko, 2024.